# Gazelle (navegador)
Gazelle fue un proyecto de investigación de navegadores web de Microsoft Research anunciado a principios de 2009. La idea central del proyecto consistía en aplicar los principios del sistema operativo (SO) a la construcción del navegador. En concreto, el navegador tenía un núcleo seguro, modelado según el núcleo de un SO, y varias fuentes web se ejecutaban como "principales" separadas, de forma similar a los procesos del espacio de usuario en un SO. El objetivo era evitar que el código malicioso de una fuente web afectara a la representación o al procesamiento del código de otras fuentes web. Los plugins del navegador también se gestionan como principales.
Gazelle tuvo un proyecto predecesor, MashupOS, pero con Gazelle se hizo hincapié en un navegador más seguro.
En julio de 2009, con el anuncio de Google Chrome OS, Gazelle se percibió como un posible enfoque alternativo de arquitectura de Microsoft en comparación con la orientación de Google. Es decir, en lugar de reducir el papel del SO al de un navegador, el navegador se reforzaría utilizando los principios del SO.
El proyecto Gazelle quedó inactivo, y ServiceOS surgió como un proyecto de sustitución también relacionado con las arquitecturas de los navegadores. Pero en 2015, el proyecto SecureOS también quedó inactivo, después de que Microsoft decidiera que su nuevo navegador estrella sería Edge.